# دهستان جمع‌آبرود
دهستان جمع‌آبرود از دهستان‌های استان تهران ایران است.
این دهستان در بخش مرکزی شهرستان دماوند در شرق تهران قرار گرفته‌است. مرکز این دهستان شهر آبسرد است.

## جمعیت

### زبان
مردم این روستا از قومیت طبری هستند و به زبان طبری دماوندی که گویشی از زبان مازندرانی می‌باشد صحبت می‌کنند.